# دابرووکی (استان اشوی‌داشکسیه)
دابرووکی (به لهستانی: Dąbrówki) یک منطقهٔ مسکونی در لهستان است که در گمینا کراسوچین واقع شده‌است. دابرووکی ۷۶ نفر جمعیت دارد.